# Caduta di Assur
Per caduta di Assur s'intende la conquista da parte dei Medi dell'antica capitale dell'Impero neo-assiro, Assur. Il sacco della città che seguì la distrusse in una certa misura; tuttavia si riprese durante l'Impero Achemenide e sembra essere stato uno stato assiro semi o completamente indipendente sotto l'Impero dei Parti prima di essere conquistato dai Sasanidi alla fine del III secolo d.C. La città rimase occupata dagli Assiri fino ai massacri di Tamerlano nel XIV secolo.

## Contesto
Dalla fine del regno di Assurbanipal (627 a.C.), l'Impero neo-assiro si trovava in una posizione esposta e critica; la guerra civile, le rivolte in Babilonia, Anatolia, Caucaso e nel Levante unite alle invasioni di Medi, Babilonesi e Sciti si dimostrarono troppo per l'impero dilaniato dalla guerra civile. Nel 616 a.C. i babilonesi di Nabopolassar stabilirono la loro indipendenza de facto dagli assiri e mossero contro Assur, cuore cerimoniale dell'impero, ma vennero sconfitti dalle forze del re assiro Sin-shar-ishkun.
Nell'ottobre o nel novembre del 615 a.C., i Medi di Ciassare invasero l'Assiria e conquistarono la regione intorno alla città di Arrapha in preparazione per una grande campagna finale contro gli Assiri. Nello stesso anno, sconfissero Sin-shar-ishkun nella battaglia di Tarbisu, poi (614 a.C.) mossero contro Assur.

## La battaglia
Al momento dell'attacco di Ciassare su Assur, l'esercito assiro era a Ninive, intento a fortificare la capitale contro un attacco babilonese ed incapace di fornire assistenza alla città sacra. I Medi assaltarono la città e, dopo sanguinosi scontri corpo a corpo (in seguito furono ritrovati molti teschi e scheletri), la conquistarono, trucidando buona parte della popolazione. La durata complessiva dell'assedio, in termini di giorni/mesi, non è ad oggi nota.
Nabopolassar arrivò ad Assur solo dopo che il saccheggio era già iniziato e ivi s'incontrò con Ciassare, alleandosi con lui e firmando un patto anti-assiro.

### Fonti
- Cronache babilonesi - ed. standard in (EN) Grayson AK, Assyrian and Babylonian Chronicles, 1975, ISBN 978-1575060491.

### Studi
In italiano
- Mario Liverani, Antico Oriente: storia, società, economia, nuova ed., Bari-Roma, Laterza, 2009  [1988], ISBN 978-88-420-9041-0.
- Vincenzo Mistrini, Gli assiri : la prima superpotenza dell'Oriente Antico, Gorizia, LEG, 2022.

In altre lingue
- (EN) Ahmed SS, Southern Mesopotamia in the time of Ashurbanipal, De Gruyter, 2018, ISBN 978-3-11-139617-0.
- (EN) Bassir H, The Egyptian expansion in the near east in the saite period (PDF), in Journal of Historical Archaeology & Anthropological Sciences, vol. 3, n. 2, 2018,  pp. 196-200.
- (EN) Beaulieu PA, The Fourth Year of Hostilities in the Land, in Baghdader Mitteilungen, vol. 28, 1997,  pp. 367-394.
- (EN) Bertman S, Handbook to Life in Ancient Mesopotamia, OUP USA, 2005, ISBN 978-0-19-518364-1.
- (EN) Boardman J, The Cambridge Ancient History: Volume 3, Part 2, The Assyrian and Babylonian Empires and Other States of the Near East, from the Eighth to the Sixth Centuries BC (PDF), Cambridge University Press, 2008, ISBN 978-1-139-05429-4.
- (EN) Bradford AS, With Arrow, Sword, and Spear: A History of Warfare in the Ancient World, Greenwood Publishing Group, 2001, ISBN 978-0-275-95259-4.
- (EN) Healy M, The Ancient Assyrians[collegamento interrotto], Londra, Osprey Publishing, 1991, ISBN 1-85532-163-7, OCLC 26351868.
- (EN) Lipschits O, The Fall and Rise of Jerusalem: Judah Under Babylonian Rule, Eisenbrauns, 2005, ISBN 978-1-57506-095-8.
- (EN) Potts DT, A Companion to the Archaeology of the Ancient Near East, John Wiley & Sons, 2012, ISBN 978-1-4443-6077-6.
- (EN) Roux G, Ancient Iraq, Londra, Penguin book, 1992, ISBN 978-0-14-012523-8.